# Nazionale maschile under 19 di football americano dell'Honduras
La nazionale Under-19 di football americano dell'Honduras è la selezione Under-19 maschile di football americano della FENAFAH che rappresenta l'Honduras nelle varie competizioni ufficiali o amichevoli riservate a squadre nazionali Under-19.

## Risultati
Legenda: Grassetto: Risultato migliore, Corsivo: Mancate partecipazioni

## Dettaglio stagioni

### Amichevoli
| Stagione | Vin | Par | Per | Tot | PF | PS | avversaria             |
| -------- | --- | --- | --- | --- | -- | -- | ---------------------- |
| 2016     | 0   | 0   | 1   | 1   | 14 | 28 | El Salvador            |
| 2017     | 1   | 0   | 1   | 2   | 24 | 30 | Guatemala, El Salvador |
| Totale   | 1   | 0   | 2   | 3   | 38 | 58 |                        |

### Riepilogo partite disputate
| Anno           | Luogo               | Evento     | Fase del torneo | Incontro               | Risultato |
| 28 agosto 2016 | Santa Tecla         | Amichevole |                 | El Salvador - Honduras | 28 - 14   |
| 11 marzo 2017  | Città del Guatemala | Amichevole |                 | Guatemala - Honduras   | 20 - 12   |
| 29 aprile 2017 | Honduras            | Amichevole |                 | Honduras - El Salvador | 12 - 0    |

## Confronti con le altre Nazionali
Questi sono i saldi dell'Honduras nei confronti delle Nazionali e selezioni incontrate.

### Saldo in pareggio
| Nazionale   | Giocate | Vinte | Pareggiate | Perse | PF | PS | Ultima vittoria | Ultimo pari | Ultima sconfitta |
| ----------- | ------- | ----- | ---------- | ----- | -- | -- | --------------- | ----------- | ---------------- |
| El Salvador | 2       | 1     | 0          | 1     | 26 | 28 | 2017            | -           | 2016             |

### Saldo negativo
| Nazionale | Giocate | Vinte | Pareggiate | Perse | PF | PS | Ultima vittoria | Ultimo pari | Ultima sconfitta |
| --------- | ------- | ----- | ---------- | ----- | -- | -- | --------------- | ----------- | ---------------- |
| Guatemala | 1       | 0     | 0          | 1     | 12 | 20 | -               | -           | 2017             |